# 17771 Elsheimer
17771 Elsheimer este un asteroid din centura principală de asteroizi.

## Descriere
17771 Elsheimer este un asteroid din centura principală de asteroizi. A fost descoperit pe 1 martie 1998 la Observatorul La Silla de Eric Walter Elst. Asteroidul prezintă o orbită caracterizată de o semiaxă mare de 3,25 ua, o excentricitate de 0,14 și o înclinație de 2,3° în raport cu ecliptica.